# لورين رينولدز
لورين رينولدز (بالإنجليزية: Lauren Reynolds)‏ مواليد 25 يونيو 1991 في بانباري، هو دراج أسترالي. شارك في دورة الألعاب الأولمبية الصيفية.

## روابط خارجية
- لورين رينولدز على موقع أرشيف الدراجات (الإنجليزية)
- لورين رينولدز على موقع نتائج كأس العالم لسباقات دراجات (بي.أم.إكس) (الإنجليزية)
- لورين رينولدز على موقع اللجنة الأولمبية الدولية (الإنجليزية)
- لورين رينولدز على موقع أوليمبيديا (الإنجليزية)
- لورين رينولدز على موقع اللجنة الأولمبية الأسترالية (الإنجليزية)